# ヒカガクレコード
ヒカガクレコードは、下和田ヒロキが主宰するレコードレーベル。

## 概要
- 2000年に下和田ヒロキの個人音楽活動レーベルとして”秘科学少年研究所”を設立。「下和田裕貴」「秘科学少年旅楽團」などの名義で作品を発表。
- 2007年に川原慶久と共にパフォーマンスユニット「時計仕掛けのブリキおじさん」を結成。シングル「キリギリスの儚」を発表。
- 2008年9月に山下智治 (MiYAMO) を共同作業者として迎え、現・レーベル名を”ヒカガクレコード”へと変更する。

## 業務内容
下和田ヒロキの楽曲制作、ドラマCD・PCゲーム・テレビ番組サウンドトラック及び音響制作

## 主な楽曲制作及び音響制作
- フジテレビジョン
  - 「SMAP×SMAP」（コーナージングル）
  - 「baby SMAP」（コーナージングル）
  - 「フジテレビッツ」（「F･T･B〜フジテレビッツのうた〜」、「ガンバリアン体操」、「みんなのガンバリアン」）
- 第一生命保険「Withパートナー自動音声」（音響制作）
- 龍角散web、VP（BGM）
- SMILY☆SPIKY（宮野真守と髙木俊による）「運命のシノプシス」（詞曲提供）
- ゆーたく（小野友樹と江口拓也による）「トワイライト」（詞曲提供）
- ドラマCD
  - 「おしおきセールスマン」（BGM、音響効果）
  - 「あたしの僕くんシリーズ」（BGM、音響効果）
- パソコンゲーム「オメルタ CODE:TYCOON」（BGM　※瑠夏ベリーニのイメージ楽曲）
- イベント「黒田崇矢30周年記念ライブ」（音楽プロデュース）

## リリースデータ
“秘科学少年研究所”時代を含む
TAPE
- 1998年 - アルバム「下和田裕貴／変声期」
- 1998年 - シングル「下和田裕貴／砂鉄」

CD
- 1999年 - アルバム「下和田裕貴／声長期」
- 2001年 - アルバム「秘科学少年旅楽團／宝船」
- 2003年 - シングル「秘科学少年旅楽團／ぼくらのロケット」
- 2004年 - シングル「下和田ヒロキ／PANORAMA」
- 2007年 - シングル「時計仕掛けのブリキおじさん／キリギリスの儚」
- 2007年 - アルバム「秘科学少年旅楽團／秘宝」
- 2009年 - シングル「秘科学少年／鼓動」
- 2010年 - 企画盤「works2010」
- 2012年 - マキシシングル「下和田ヒロキ／Believe In Music」
- 2013年 - 企画盤「仕事蟲-works2-」
- 2014年 - シングル「下和田ヒロキ　Ｑ／咆哮ゴールデンタイム」
- 2016年 - EP「下和田ヒロキ　BYE-NOW」

配信
- 2013年
  - 7月20日 - シングル「chameleon man」
  - 8月27日 - シングル「最後の砂浜」
  - 10月10日 - シングル「往く人来る人」
  - 10月24日 - シングル「オリジナルラッキー」
- 2014年1月1日 - シングル「幸男」
- 2017年4月1日 - シングル「業界の人」

other
- 2013年 - Windows専用PCゲーム「下和田ヒロキの ゲームで開店!ひーちゃんカレー」